# 齿叶红景天
齿叶红景天（学名：Rhodiola serrata）是景天科红景天属的植物，是中国的特有植物。分布于中国大陆的西藏等地，生长于海拔3,300米至3,800米的地区，一般生长在山坡林下，目前尚未由人工引种栽培。